# Kopalnia Michałów w Sławkowie
Kopalnia „Michałów” w Sławkowie – kopalnia węgla kamiennego w Sławkowie działająca z przerwami od 1855–56 do 1920 roku.

## Historia
Kopalnia została założona przez miejscowego przemysłowca Jana Michała Zeitlera. Znajdowała się koło Burek, na terenie wcześniejszej kopalni „Sławków” (zał. 1814). Nazwę otrzymała od imienia założyciela. Według planu z 1866 czynne tu były cztery szyby i odkrywka. Węgiel wydobywano z wychodni i płytkiego pokładu na głębokości 22 m. W 1869, z powodu przerwy w robotach górniczych, kopalnia została zalana wodą. Następnie J.M. Zeitler bezskutecznie ubiegał się o wydanie zezwolenia na ponowne jej uruchomienie. Wydobycie wznowione zostało 7 listopada 1872 przez dziedzica wsi Okradzionów Bogusława Przybylskiego, od 1875 w spółce z berlińskim przedsiębiorcą Juliuszem Alexandrem. Kopalnia została zamknięta w 1920. Brak jest danych dotyczących jej wydobycia.
Zgodnie z § 8 ust. 2 uchwały  Nr  L/342/06 Rady  Miejskiej  w  Sławkowie z  dnia  3  lutego  2006 r. ustalającej miejscowy plan zagospodarowania przestrzennego miasta Sławkowa, dla obszaru Burki, strefą ochronną objęty został fragment lasu przy drodze do Burek zwany „Garncarką” z reliktami szybów starej kopalni węgla kamiennego „Michałów”. Uchwała nakazuje utrzymanie na tym terenie stanu ukształtowania terenu. Gospodarka leśna winna uwzględniać kompozycyjne podkreślenie zachowanych reliktów górniczych.